# Irish Tour
Irish Tour '74 – szósty solowy album Rory’ego Gallaghera, wydany w 1974 roku. Nagrany został podczas trasy koncertowej po Irlandii tego samego roku, piosenki pochodzą z Belfastu, Dublina i Corku. Album sprzedany został w ponad 2 milionach kopii.

## Lista utworów
| 1.  | „Cradle Rock” (Gallagher)                              | 7:38    |
|     |                                                        |         |
| 2.  | „I Wonder Who” (Morganfield)                           | 7:52    |
|     |                                                        |         |
| 3.  | „Tattoo'd Lady” (Gallagher)                            | 5:04    |
|     |                                                        |         |
| 4.  | „Too Much Alcohol” (J.B. Hutto)                        | 8:30    |
|     |                                                        |         |
| 5.  | „As the Crow Flies” (Tony Joe White)                   | 6:02    |
|     |                                                        |         |
| 6.  | „A Million Miles Away” (Gallagher)                     | 9:29    |
|     |                                                        |         |
| 7.  | „Walk on Hot Coals” (Gallagher)                        | 11:13   |
|     |                                                        |         |
| 8.  | „Who's That Coming?” (Gallagher)                       | 10:05   |
|     |                                                        |         |
| 9.  | „Back on My Stompin' Ground (After Hours)” (Gallagher) | 5:18    |
|     |                                                        |         |
| 10. | „Maritime” (Gallagher)                                 | 0:33    |
|     |                                                        |         |
|     |                                                        | 1:11:44 |
|     |                                                        |         |

## Wykonawcy
- Rory Gallagher – wokal, gitary, harmonijka ustna
- Gerry McAvoy – gitara basowa
- Rod de'Ath – bębny, instrumenty perkusyjne
- Lou Martin – pianino